# Balanophyllia

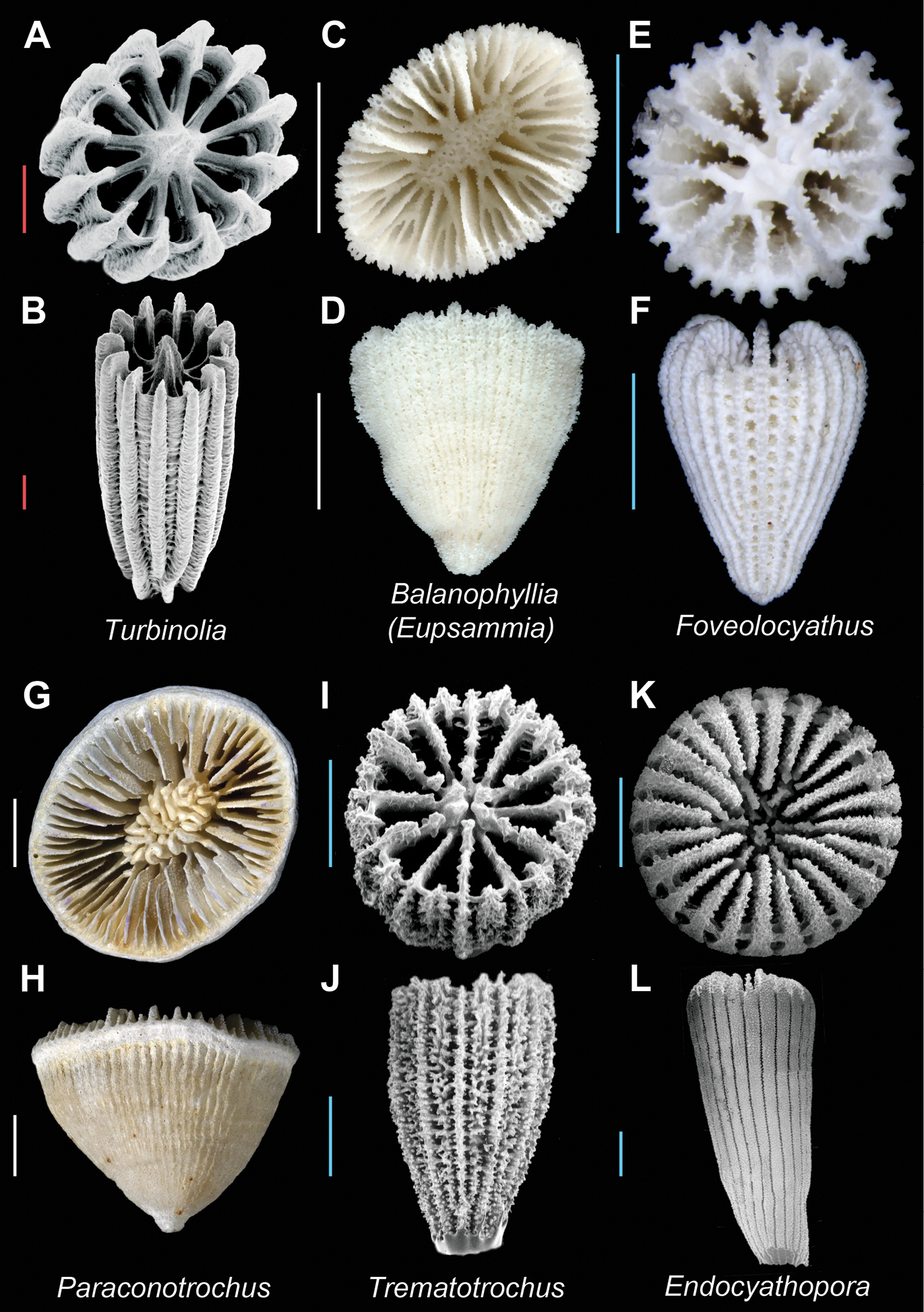
Figuras C y D: Vista superior y lateral de esqueleto de Balanophyllia (Eupsammia) carinata.

Balanophyllia es un género de coral perteneciente a la familia  Dendrophylliidae, orden Scleractinia. 
Posee esqueleto externo compuesto de carbonato cálcico, aunque no es un coral hermatípico, por lo que no contribuye a la generación de nuevos arrecifes en la naturaleza.
Su nombre común en inglés es "cup coral", coral copa, por la forma de su esqueleto.

## Morfología
Es un coral solitario, con un solo coralito, o esqueleto individual. Algunas veces pueden crecer juntos, incluso adhiriéndose, formando un solo individuo fusionado. El coralito llega a medir unos 3 cm de diámetro, y normalmente miden menos de 1 cm de diámetro. El coralito está cubierto con un tejido blando, llamado coenosteum, que es poroso y granuloso. Sus tallos son largos y generalmente están sujetos al sustrato.
Los tentáculos de sus pólipos presentan dos tipos de células urticantes, denominadas nematocistos y spirocistos, empleadas en la caza de presas de zooplancton. Son normalmente translúcidos y moteados, alcanzando los 2,5 cm de longitud. Tan sólo se suelen extender por la noche o en condiciones mínimas de iluminación.
Sus pólipos presentan colores variados: rojo, naranja, rosa, lima, verde y marrón.

## Especies
El Registro Mundial de Especies Marinas agrupa las especies válidas de este género en dos subgéneros:
| Balanophyllia (Balanophyllia). Wood, 1844, que contiene las siguientes especies: - Balanophyllia (Balanophyllia) bairdiana. Milne Edwards & Haime, 1848 - Balanophyllia (Balanophyllia) bayeri. Cairns, 1979 - Balanophyllia (Balanophyllia) bonaespei. van der Horst, 1938 - Balanophyllia (Balanophyllia) capensis. Verrill, 1865 - Balanophyllia (Balanophyllia) cedrosensis. Durham, 1947 - Balanophyllia (Balanophyllia) cellulosa. Duncan, 1873 - Balanophyllia (Balanophyllia) chnous. Squires, 1962 - Balanophyllia (Balanophyllia) corniculans. (Alcock, 1902) - Balanophyllia (Balanophyllia) cornu. Moseley, 1881 - Balanophyllia (Balanophyllia) crassiseptum. Cairns & Zibrowius, 1997 - Balanophyllia (Balanophyllia) crassitheca. Cairns, 1995 - Balanophyllia (Balanophyllia) cumingii. Milne Edwards & Haime, 1848 - Balanophyllia (Balanophyllia) cyathoides. (Pourtalès, 1871) - Balanophyllia (Balanophyllia) dentata. Tenison Woods, 1879 - Balanophyllia (Balanophyllia) desmophyllioides. Vaughan, 1907 - Balanophyllia (Balanophyllia) diademata. van der Horst, 1927 - Balanophyllia (Balanophyllia) diffusa. Harrison & Poole, 1909 - Balanophyllia (Balanophyllia) dilatata. Dennant, 1904 - Balanophyllia (Balanophyllia) dineta. Cairns, 1977 - Balanophyllia (Balanophyllia) diomedeae. Vaughan, 1907 - Balanophyllia (Balanophyllia) dubia. (Semper, 1872) - Balanophyllia (Balanophyllia) elegans. Verrill, 1864 - Balanophyllia (Balanophyllia) europaea. (Risso, 1826) - Balanophyllia (Balanophyllia) floridana. Pourtalès, 1868 - Balanophyllia (Balanophyllia) galapagensis. Vaughan, 1907 - Balanophyllia (Balanophyllia) gemma. (Moseley, 1881) - Balanophyllia (Balanophyllia) gemmifera. Klunzinger, 1879 - Balanophyllia (Balanophyllia) generatrix. Cairns & Zibrowius, 1997 - Balanophyllia (Balanophyllia) gigas. Moseley, 1881 - Balanophyllia (Balanophyllia) hadros. Cairns, 1979 - Balanophyllia (Balanophyllia) helenae. Duncan, 1876 - Balanophyllia (Balanophyllia) iwayamaensis. Abe, 1938 | - Balanophyllia (Balanophyllia) japonica. Cairns, 2001 - Balanophyllia (Balanophyllia) javaensis. Cairns, 2001 † - Balanophyllia (Balanophyllia) kalakauai. Wright, 1882 - Balanophyllia (Balanophyllia) laysanensis. Vaughan, 1907 - Balanophyllia (Balanophyllia) malouinensis. Squires, 1961 - Balanophyllia (Balanophyllia) merguiensis. Duncan, 1889 - Balanophyllia (Balanophyllia) palifera. Pourtalès, 1878 - Balanophyllia (Balanophyllia) parallela. (Semper, 1872) - Balanophyllia (Balanophyllia) parvula. Moseley, 1881 - Balanophyllia (Balanophyllia) pittieri. Vaughan, 1919 - Balanophyllia (Balanophyllia) profundicella. Gardiner, 1899 - Balanophyllia (Balanophyllia) rediviva. Moseley, 1881 - Balanophyllia (Balanophyllia) regia. Gosse, 1853 - Balanophyllia (Balanophyllia) scabra. Alcock, 1893 - Balanophyllia (Balanophyllia) scabrosa. (Dana, 1846) - Balanophyllia (Balanophyllia) serrata. Cairns & Zibrowius, 1997 - Balanophyllia (Balanophyllia) spongiosa. Cairns, 2004 - Balanophyllia (Balanophyllia) striata. Duncan, 1876 - Balanophyllia (Balanophyllia) taprobanae. Bourne, 1905 - Balanophyllia (Balanophyllia) tenuis. van der Horst, 1922 - Balanophyllia (Balanophyllia) thalassae. Zibrowius, 1980 - Balanophyllia (Balanophyllia) ukrainensis. Cairns, 2001 - Balanophyllia (Balanophyllia) vanderhorsti. Cairns, 2001 - Balanophyllia (Balanophyllia) wellsi. Cairns, 1977 - Balanophyllia (Balanophyllia) yongei. Crossland, 1952 Balanophyllia (Eupsammia). Milne Edwards & Haime, 1848, que contiene las siguientes especies: - Balanophyllia (Eupsammia) caribbeana. Cairns, 1977 - Balanophyllia (Eupsammia) carinata. (Semper, 1872) - Balanophyllia (Eupsammia) imperialis. Kent, 1871 - Balanophyllia (Eupsammia) pittieri. Vaughan, 1919 - Balanophyllia (Eupsammia) regalis. (Alcock, 1893) - Balanophyllia (Eupsammia) stimpsonii. (Verrill, 1865) |

## Galería

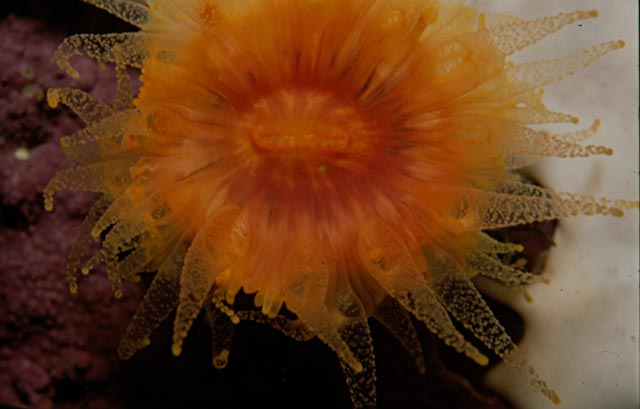
Balanophyllia bonaespei
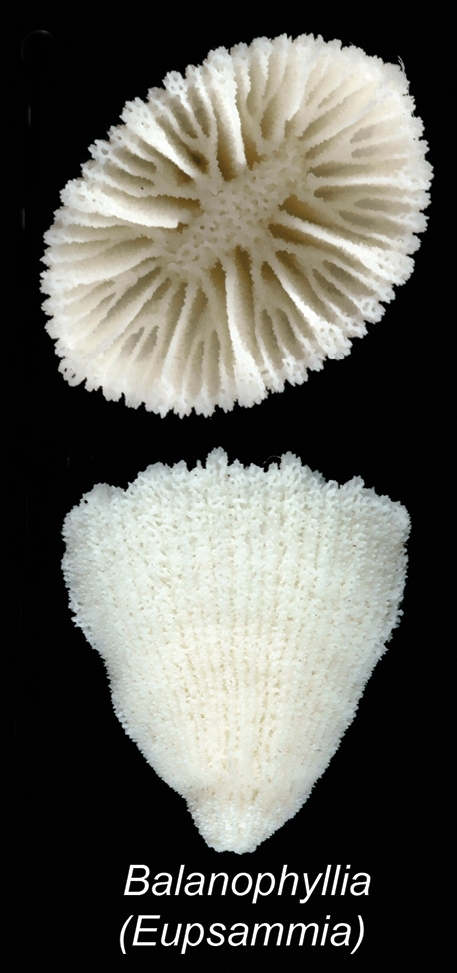
Coralito de Balanophyllia carinata
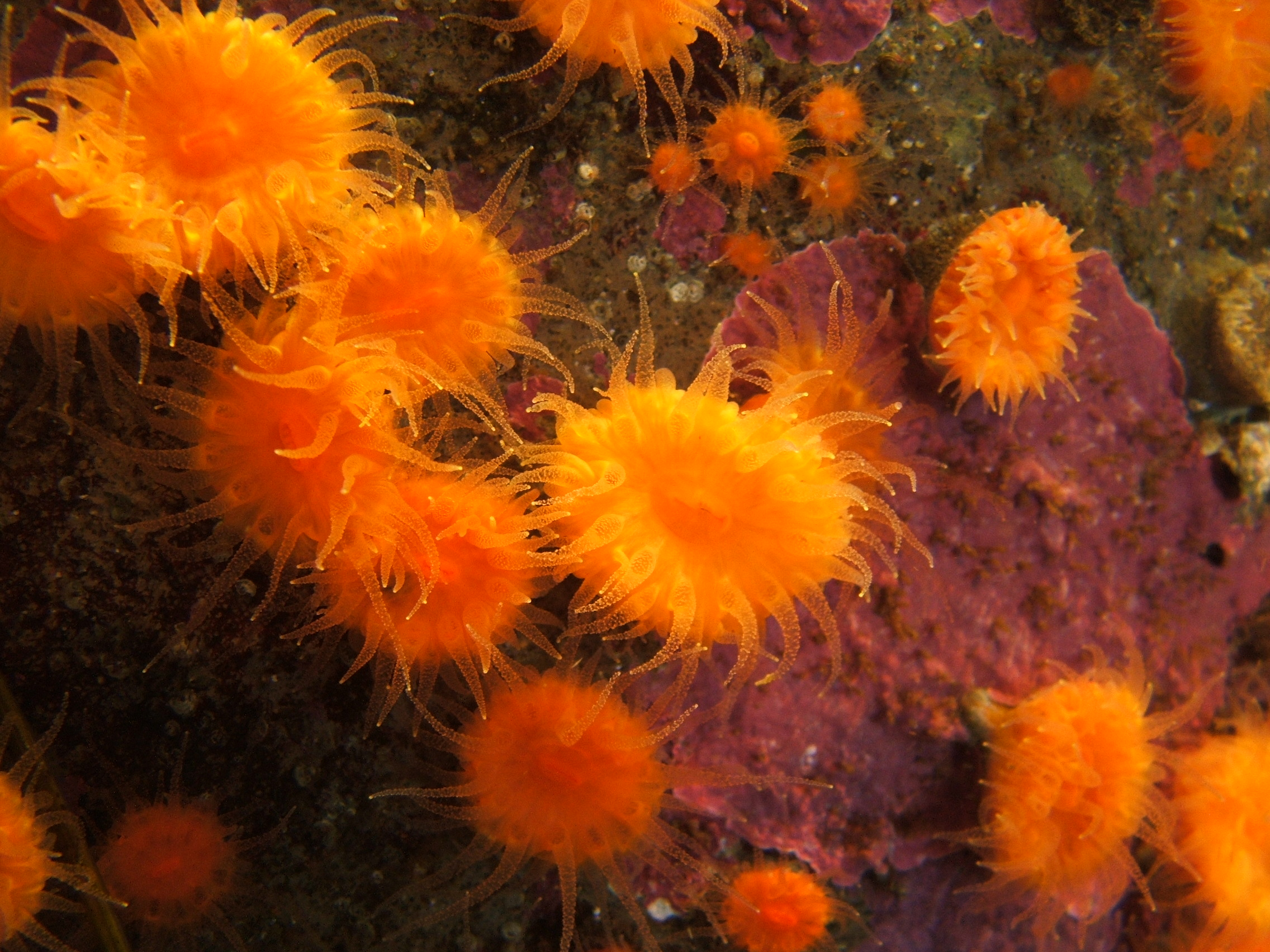
Balanophyllia elegans
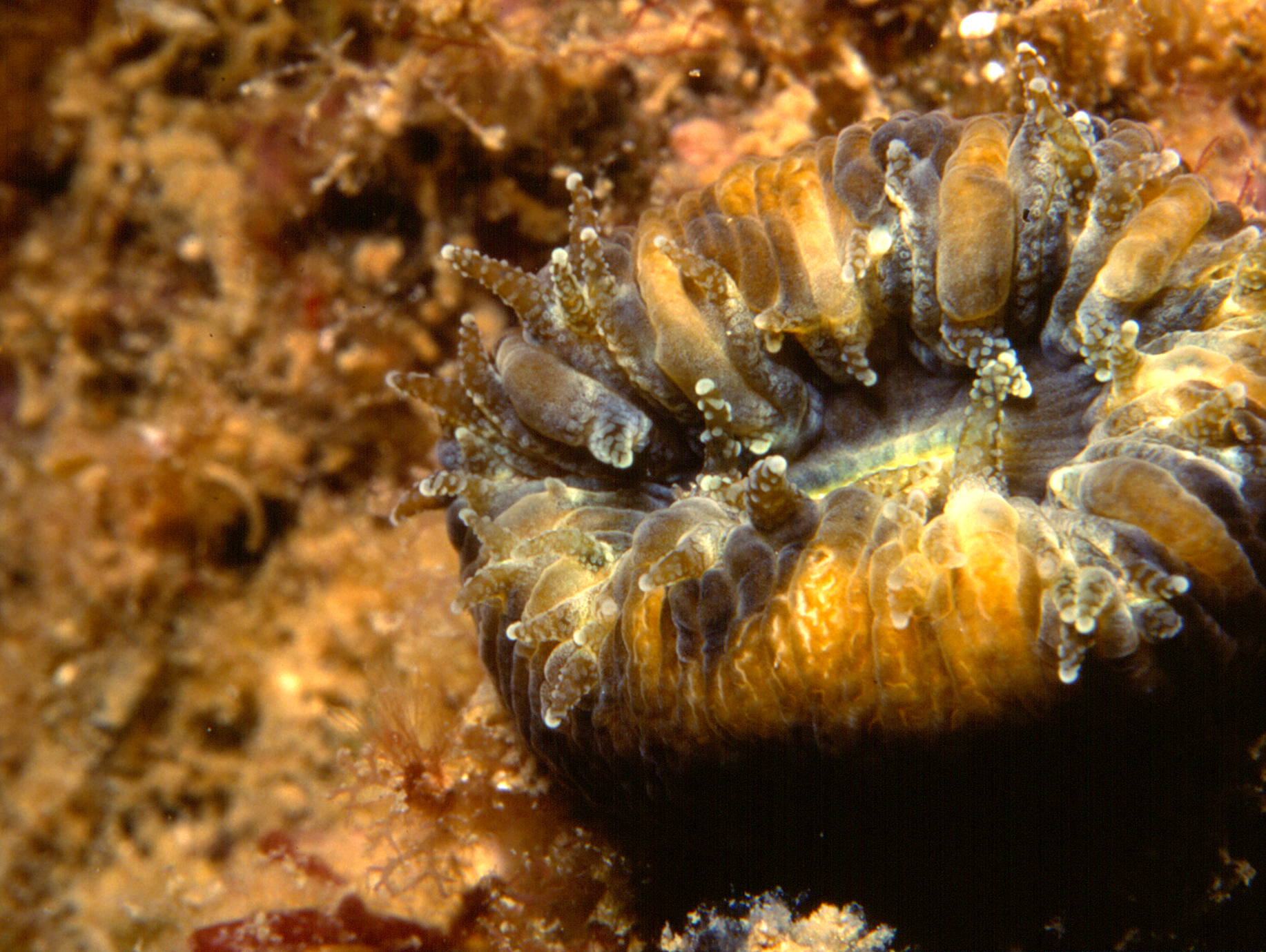
Balanophyllia europaea
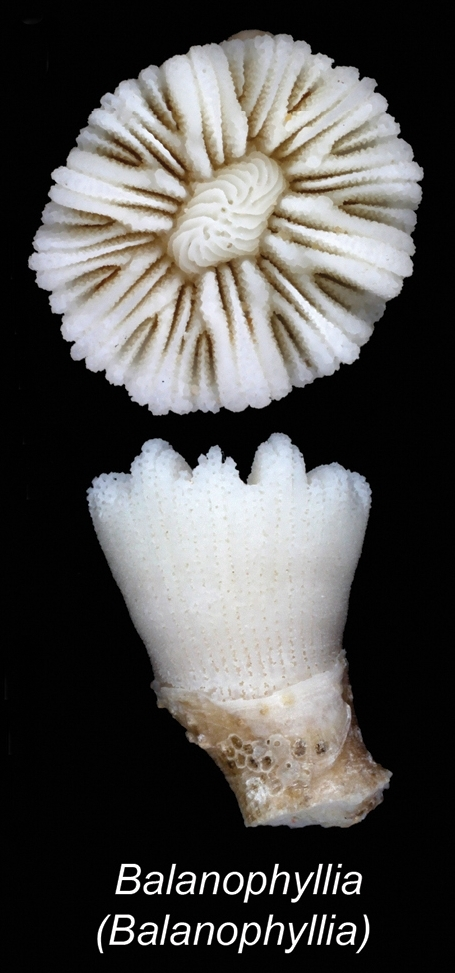
Coralito de Balanophyllia laysanensis

## Alimentación
Hay especies simbióticas y asimbióticas, según contengan o no zooxantelas. La mayoría se alimentan exclusivamente del plancton que capturan con sus tentáculos durante la noche, y de materia orgánica disuelta en el agua. Esta característica del género, de contener especies que no poseen algas simbiontes, es una excepción, junto al género Tubastraea, dentro del grupo de los corales duros del orden Scleractinia.

## Reproducción
Son hermafroditas y producen larvas pelágicas nadadoras, fertilizadas internamente. Una vez eyectadas al exterior, las larvas deambulan por la columna de agua, arrastradas por las corrientes, antes de metamorfosearse en pólipos, que se adhieren al sustrato y generan un esqueleto, comenzando su vida sésil.

## Hábitat y distribución
El género Balanophyllia puede ser encontrado en casi todas las aguas y océanos; con muchas especies subtropicales, unas pocas especies tropicales y algunas templadas. Se distribuye al Este del Pacífico, en las costas de EE. UU. y Canadá, las partes subtropicales del Mediterráneo, el Atlántico Occidental, el Pacífico Central occidental, las costas de las Filipinas y Australia.
Profundidad: de 0 a 1.150 m, más frecuentemente a 28 m.
Suele encontrarse en montañas y lomas marinas, adherido a rocas o esqueletos de corales.

## Mantenimiento
La mayoría de Balanophyllias son de las especies difíciles de mantener en cautividad, ya que hay que alimentarlas diariamente con zooplancton y esto también entraña otra dificultad, el mantener el agua del acuario en los niveles adecuados de nitratos, fosfatos, etc.
La iluminación dependerá de su condición, o no, de especie fotosintética; aunque es preferible emplazarlas en zonas bajas y sin luz potente. La corriente deberá ser de moderada a débil.
Tan sólo se recomienda a acuaristas con experiencia y en acuarios maduros, con roca viva e impecable calidad de agua. Son necesarios cambios de agua, preferentemente semanales y del 5 % del volumen del acuario.